# Michał Jurecki
Michał Jurecki (* 27. Oktober 1984 in Kościan, Polen) ist ein ehemaliger polnischer Handballspieler.
Er begann seine Karriere als Spieler bei KS Kielce. Ab 2007 spielte der 1,98 Meter große Rückraumspieler in der deutschen Handball-Bundesliga beim HSV Hamburg, anschließend ab 2008 bei TuS N-Lübbecke und ab 2010 erneut bei KS Kielce. Mit Kielce gewann er 2012, 2013, 2014, 2015, 2016, 2017, 2018 und 2019 die Meisterschaft, 2012, 2013, 2014, 2015, 2016, 2017, 2018 und 2019 den Pokal sowie 2016 die EHF Champions League. In der Saison 2019/20 stand er bei der SG Flensburg-Handewitt unter Vertrag. Anschließend wechselte er zum polnischen Erstligisten KS Azoty-Puławy. Dort beendete er im Oktober 2023 seine Karriere. Kurz darauf übernahm er den Posten des Sportdirektors bei KS Kielce.
Jurecki stand im Aufgebot der polnischen Nationalmannschaft. Zusammen mit seinem älteren Bruder Bartosz wurde er mit der polnischen Nationalmannschaft bei der Weltmeisterschaft 2007 in Deutschland Vizeweltmeister und nahm an den Olympischen Sommerspielen 2008 in Peking sowie an den Olympischen Spielen 2016 in Rio de Janeiro teil.